# La voz dormida
La voz dormida è un film del 2011 diretto da Benito Zambrano tratta dal romanzo Le ragazze di Ventas di Dulce Chacón.